# H.Kallukoppa, Hosanagara
H.Kallukoppa là một làng thuộc tehsil Hosanagara, huyện Shimoga, bang Karnataka, Ấn Độ.